# Pedro Manuel do Soveral
Pedro Manuel do Soveral war ein portugiesischer Schriftsteller des 17. und 18. Jahrhunderts.
Er schrieb das 1701 bei Bernardo da Costa de Carvalho in Lissabon  veröffentlichte Werk Reclamo da conveniência e cultura de amoreiras e seda, unter Verwendung der Schriften des portugiesischen Geistlichen, Prediger und Sprachwissenschaftler Raphael Bluteau (1638–1734).